# Sonia Sanchez
Sonia Sanchez all’anagrafe Wilsonia Benita Driver (Birmingham, 9 settembre 1934) è una poetessa statunitense. È autrice di oltre una dozzina di libri di poesie, di testi teatrali e di libri per bambini.

## Biografia
Quando aveva solo un anno di età sua madre morì e lei fu mandata a vivere con la nonna paterna. Nel 1943 si è trasferita ad Harlem per vivere con il padre, la sorella e la matrigna, che era la terza moglie del padre. Nel 1955 ha ottenuto la laurea in scienze politiche all’Hunter College, dove aveva seguito anche alcuni corsi di scrittura creativa. In seguito, ha completato il percorso post laurea alla New York University, dove aveva studiato poesia con Louise Bogan. Nel 1972 è entrata a far parte della Nation of Islam, ma l'ha lasciata dopo tre anni, nel 1975, in quanto la sua visione dei diritti delle donne era in contrasto con quelli dell'organizzazione. Sanchez ha sposato il poeta Etheridge Knight, ma i due hanno poi divorziato. Ha tre figli e tre nipoti.
Sanchez ha insegnato in otto università ed ha tenuto lezioni in oltre 500 campus in tutti gli Stati Uniti, tra cui la Howard University. Ha inoltre sostenuto l'introduzione di un corso di studi sulla comunità e sull'arte nera in California.
Sonia Sanchez è stata la prima a creare e tenere un corso universitario incentrato sulle donne di colore e la loro letteratura negli Stati Uniti. È stata la prima a ricoprire la carica di Presidential Fellow alla Temple University, dove ha iniziato a lavorare nel 1977. Ha mantenuto tale carica fino al 1999, quando si è ritirata. Ha tenuto letture pubbliche delle sue poesie in Africa, Cina, Australia, Europa, Nicaragua, Canada, a Cuba e nei Caraibi. È anche apparsa nello show di Bill Cosby mandato in onda dalla CBS negli anni novanta.
L'autrice fa anche parte di Plowshares, della Brandywine Peace Community e di MADRE. Supporta inoltre MOMS in Alabama e il National Black United Front. Era membro del CORE (Congress of Racial Equality), dove ha incontrato Malcolm X. Ha scritto molti testi teatrali e libri che trattano la vita e le lotte dell'America Nera, ha anche pubblicato due antologie di letteratura nera We Be Word Sorcerers: 25 Stories by Black Americans e 360° of Blackness Coming at You.
È conosciuta inoltre per la sua innovativa fusione di generi musicali, come il blues, con le forme poetiche tradizionali quali gli haiku e i tanka.Tende poi a usare uno spelling sbagliato per raggiungere meglio il punto di ciò che intende esprimere.

## Premi
Nel 1969 ha vinto il P.E.N. Writing Award. Ha ottenuto poi il National Education Association Award 1977-1988 e il National Academy and Arts Award e il National Endowment for the Arts Fellowship Award nel 1978-1979. Nel 1985 ha ottenuto l'American Book Awards per Homegirls and Handgrenades. Gli sono stati conferiti anche il Community Service Award dal National Black Caucus of State Legislators, il Lucretia Mott Award, il Governor's Award for Excellence in the Humanities e il Peace and Freedom Award dalla Women's International League for Peace and Freedom.

## Opere

### Poesia
- Homecoming (1968)
- We a Baddddd People (1970)
- Love Poems (1973)
- A Blues Book for a Blue Black Magic Woman (1974)
- Autumn Blues
- Continuous Fire: A Collection of Poetry
- Shake Down Memory: A Collection of Political Essays and Speeches
- It's a New Day: Poems for Young Brothas and Sistuhs (1971)
- Homegirls and Handgrenades (1985)
- Under a Soprano Sky (1987)
- I've Been a Woman: New and Selected Poems(1995)
- Wounded in the House of a Friend (1995)
- Does Your House have Lions (1998)
- Like the Singing Coming Off of Drums (1999)
- Shake Loose My Skin (2000)
- Ash(2001)
- Bum Rush the Page: A Def Poetry Jam (2001)

### Testi teatrali
- Black Cats and Uneasy Landings
- I'm Black When I'm Singing, I'm Blue When I Ain't (1982)
- The Bronx is Next (1970)
- Sista Son/Ji (1972)
- Uh Huh, But How Do It Free Us? (1975)
- Malcolm Man/Don't Live Here No More (1979)

### Libri per bambini
- It's a New Day
- A Sound Investment

### Antologie
- We Be Word Sorcerers
- 360 Degrees of Blackness Coming at Ya!